# Rivière du Milieu (vattendrag i Kanada, Québec, lat 47,13, long -72,61)
Rivière du Milieu är ett vattendrag i Kanada.   Det ligger i provinsen Québec, i den sydöstra delen av landet, 300 km nordost om huvudstaden Ottawa.
I omgivningarna runt Rivière du Milieu växer i huvudsak blandskog. Trakten runt Rivière du Milieu är nära nog obefolkad, med mindre än två invånare per kvadratkilometer.